# جير إيفارشي
جير إيفارشي (بالنرويجية: Geir Ivarsøy) كان المبرمج الرئيسي في برمجيات أوبرا. كان هو وجون ستيفنسون فون تيتزشنر جزء من مجموعة بحثية في شركة هواتف نرويجية (تعرف الآن باسم تيلينور) حيث كانا يقومان بتطوير متصفح ويب يسمي مالتي تورج أوبرا. تم ترك المشروع من قبل تيلينور ، لكن جير وجون حصلوا على حقوق البرنامج عام 1995 وقاموا بتكوين شركة خاصة بهما، وأكملوا العمل على المتصفح.
أصبح هذا المتصفح الذي يعرف الآن باسم أوبرا ذو شعبية كبيرة على الرغم من المنافسة. برمجيات أوبرا نمت إلى ما يزيد على 500 موظف منذ انتقالها الأول إلى مكاتبها الحالية في أوسلو.
جير توفى في مارس 2006 بعد صراع طويل مع السرطان. النسخة 9 من أوبرا مذكور فيها «في ذكري جير إيفارشي In memory of Geir Ivarsøy» في صفحة opera:about.